# آتشکده چم‌نرگسی
آتشکده چم نرگسی مربوط به دوره ساسانیان است و در شهرستان دشتستان، منطقه پشتکوه، روستای تنگ ارم واقع شده و این اثر در تاریخ ۷ مهر ۱۳۸۱ با شمارهٔ ثبت ۶۵۰۸ به‌عنوان یکی از آثار ملی ایران به ثبت رسیده‌است.